# Passage (Den Haag)

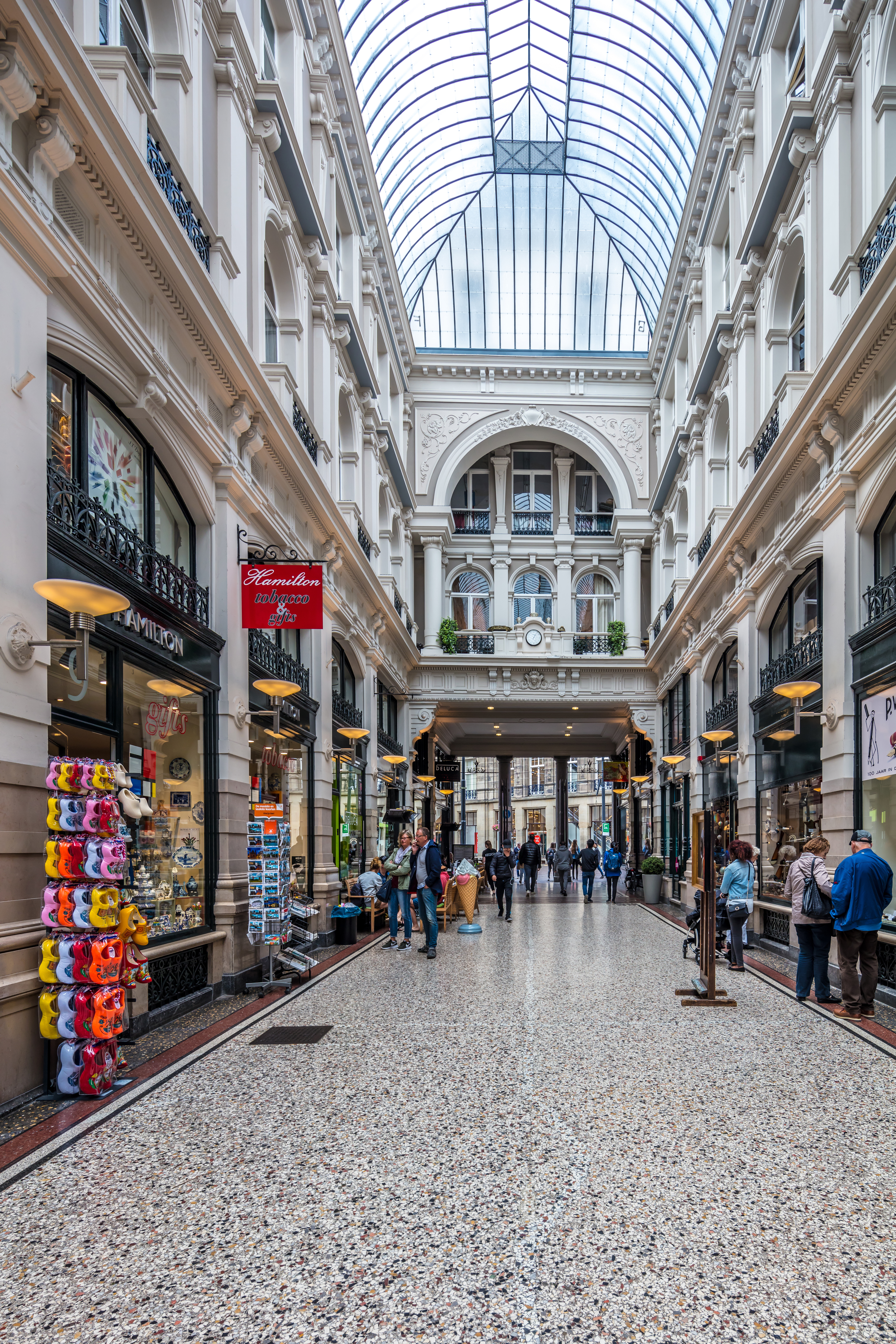
Passage Den Haag

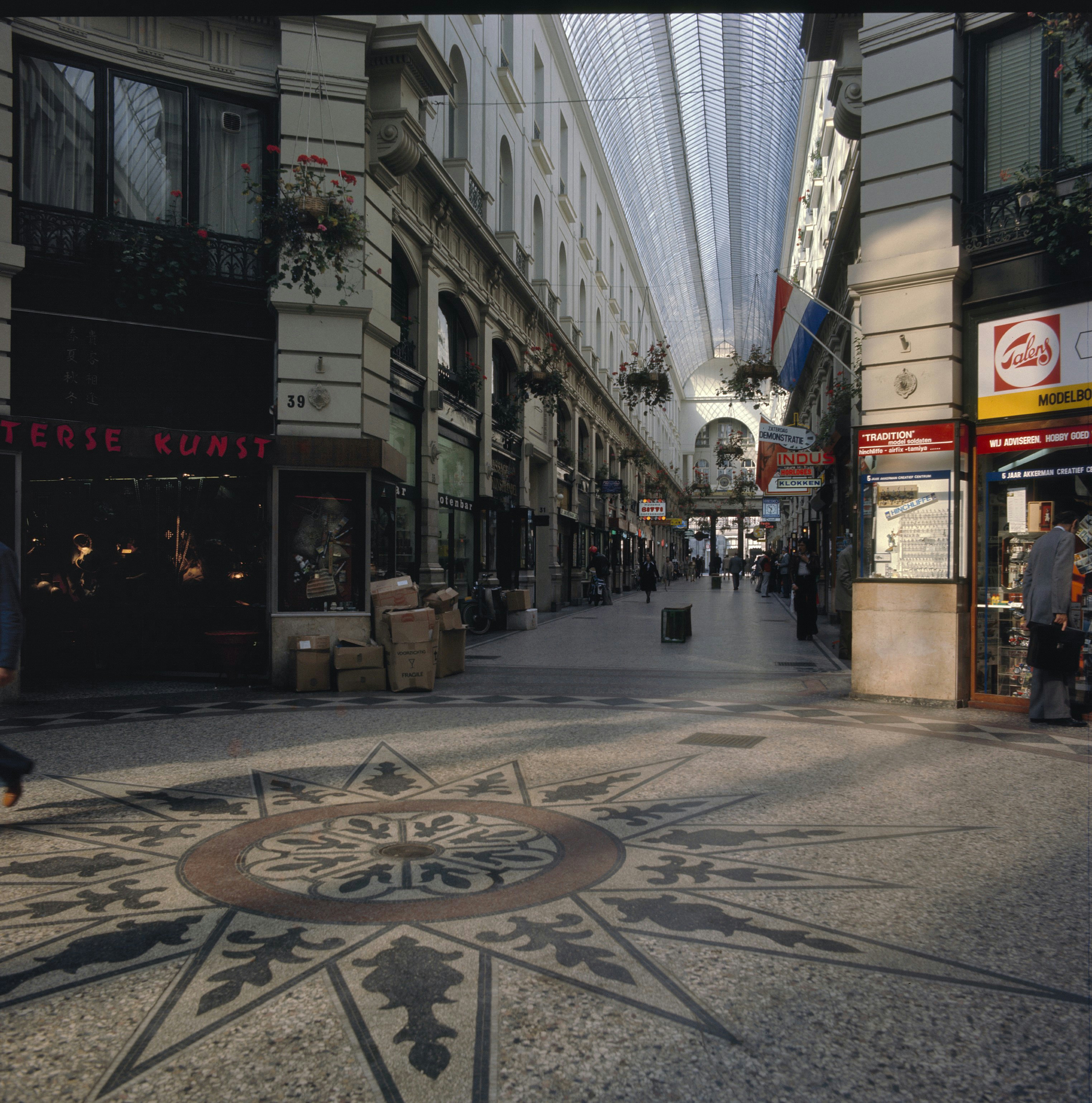
Innenansicht

Die Passage in Den Haag (niederländisch Haagse Passage) ist das älteste erhaltene Einkaufszentrum der Niederlande. Es wurde 1885 von der N.V. ’s-Gravenhaagsche Passage Maatschappij in Auftrag gegeben, die von dem bekannten Haager Bürger Petrus Josephus de Sonnaville (1830–1925) mitbegründet wurde, der auch zu den Gründern des Kurhauses in Scheveningen gehörte.

## Geschichte
Die ursprüngliche Passage von 1885 führt von der Spuistraat zum Buitenhof. Der älteste Teil (der Arm Spuistraat und Buitenhof) wurde nach einem Entwurf der Architekten Herman Wesstra jr. und J.C. van Wijk gebaut, der von dem belgischen Architekten Henri Rieck stark vereinfacht wurde und im international orientierten Neorenaissancestil errichtet wurde.
Im Jahr 1929 wurde der Fußgängerbereich um den dritten Arm zum Hofweg erweitert. Der Entwurf im expressionistischen Stil stammt von Jos. Duynstee.
In der ersten Hälfte des 20. Jahrhunderts galt die Passage auch als Ort, an dem homosexuelle Männer unauffällig miteinander in Kontakt treten konnten, indem sie angeblich beim Einkaufen Blickkontakt aufnahmen und dann ein nahegelegenes Pissoir aufsuchten. In den 1930er Jahren entstanden im Bereich der Passage auch einige Cafés, in die Homosexuelle gehen konnten.

## Restaurierung

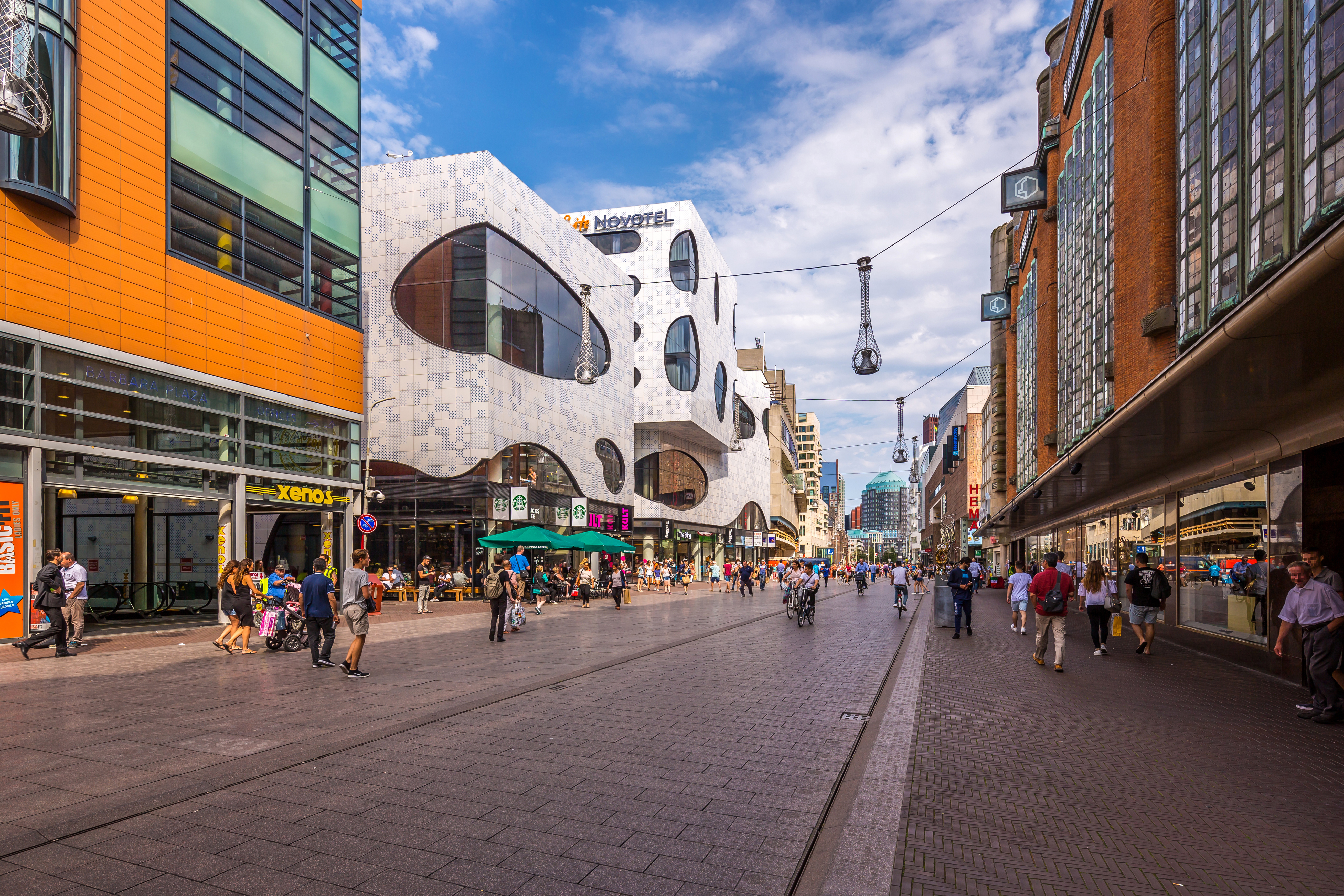
Eingang in der Grote Marktstraat im Jahr 2016

Eine gründliche Restaurierung der Passage, die nach dem Entwurf und unter der Aufsicht von Kentie & Partners Architekten durchgeführt wurde, kam 2007 zum Abschluss. Die Fassaden wurden in ihren ursprünglichen Zustand zurückversetzt, der Marmorboden wurde von italienischen Handwerkern restauriert. Einige alte Läden blieben erhalten, wie der Briefmarkenhändler und Akkerman, der Füllerspezialist.
Neue Geschäfte wie Verwijs (später Selexyz Verwijs), das in der Rotunde eine dreistöckige Buchhandlung mit einer Gesamtfläche von 1.750 m² betrieb, wurden eröffnet. Im Jahr 2014 eröffnete Apple hier seinen dritten Apple Store in den Niederlanden, was durch die Übernahme von Selexyz durch De Slegte ermöglicht wurde. Das daraus entstandene Geschäft zog von der Passage in die Räumlichkeiten von De Slegte in der Spuistraat. Seit dem 10. Mai 2007 ist DOK Cookware auch in der Passage vertreten. Das Geschäft wurde um ein Stück an der Rückseite bis zur Kettingstraat erweitert und hat nun 800 m². Ihr hinteres Fenster liegt teilweise hinter dem Baljurk, einer Giebeldekoration. Im
Jahr 2017 wurde das Glasdach erneuert.
Vor der Restaurierung standen die Wohnungen über den Geschäften größtenteils leer, so dass beschlossen wurde, die Passage um das erste Stockwerk zu erweitern. Einige neue Brücken ermöglichen es, in dieser Höhe von einer Seite zur anderen zu wechseln.
Im Jahr 2008 wurde die Passage mit dem jährlichen Preis des Niederländischen Rates der Einkaufszentren ausgezeichnet. Die Jury hob die gute Zusammenarbeit zwischen den Ladenbesitzern, dem Projektentwickler Provast und der Denkmalpflege hervor.

## Neue Haager Passage
Die Nieuwe Haagse Passage setzt einen Teil der alten Haagse Passage fort und befindet sich zwischen der Spuistraat und der Grote Marktstraat, an einem Eingang zur heutigen Passage. Der neue Abschnitt wurde von Bernard Tschumi entworfen und hat wie der alte Abschnitt ein Glasdach. Zuvor befand sich an dieser Stelle ein Einzelhandelsgebäude mit einer Filiale von Marks & Spencer. Davor wurde es von V&D genutzt, wurde aber ursprünglich 1906 für den Grand Bazar de la Paix gebaut.

## Trivia
- Die Passage ist ein nationales Kulturdenkmal[6].
- Ein Modell der Passage findet sich in Madurodam.
- Die restaurierte Passage wurde 2007 für den Nieuwe Stad Prijs nominiert.
- Im Jahr 2020 wurde der 135. Jahrestag wegen der COVID-Pandemie in eingeschränktem Maß gefeiert.